# Champ-de-Mars (Montreal)

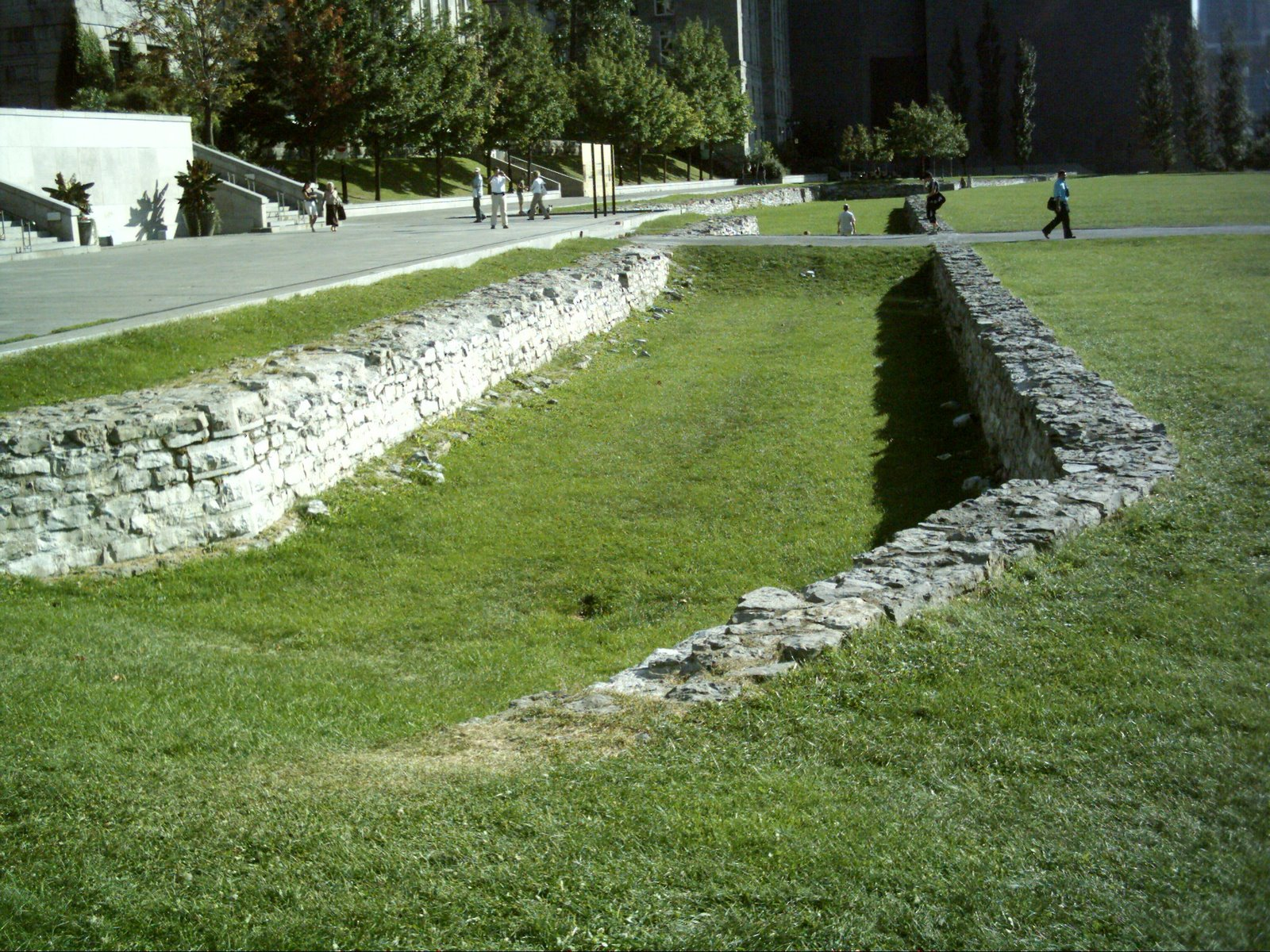
Überrest der alten Stadtmauern

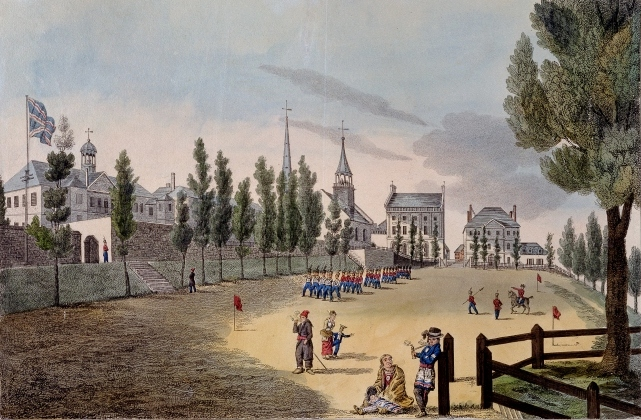
Champ-de-Mars um 1830

Das Champ-de-Mars (dt. „Marsfeld“) ist eine große Grünfläche in Montreal. Sie befindet sich im zentralen Arrondissement Ville-Marie am Rande der Altstadt (Vieux-Montréal), zwischen dem Palais de Justice, dem Hôtel de Ville und der Rue Saint-Antoine. Auf diesem ehemaligen Exerzierplatz finden sich Überreste der Montrealer Stadtmauern.
Einen Exerzierplatz gab es seit den 1740er Jahren, auf einem den Jesuiten gehörenden Grundstück. Im Jahr 1812, als die Stadtmauern abgerissen wurden, schlugen die Stadtbehörden vor, hinter den öffentlichen Gebäuden an der Rue Notre-Dame eine Terrasse zu errichten und somit den bestehenden Exerzierplatz zu erweitern. Das Gelände diente ab 1899 als Marktplatz, ab den 1920er Jahren als Parkplatzfläche. Zwischen 1986 und 1991 wurde ein rund 250 Meter langes Teilstück der Stadtmauern freigelegt und restauriert, im Hinblick auf der 350-Jahr-Feier der Stadt gestaltete man die Grünfläche zu einer Parkanlage um.
Nach dem Champ-de-Mars ist die gleichnamige U-Bahn-Station benannt.